# L'Hôme-Chamondot
L'Hôme-Chamondot is een gemeente in het Franse departement Orne (regio Normandië) en telt 203 inwoners (1999). De plaats maakt deel uit van het arrondissement Mortagne-au-Perche.

## Geografie
De oppervlakte van L'Hôme-Chamondot bedraagt 16,5 km², de bevolkingsdichtheid is 12,3 inwoners per km².
De onderstaande kaart toont de ligging van L'Hôme-Chamondot met de belangrijkste infrastructuur en aangrenzende gemeenten.

## Demografie
Onderstaande figuur toont het verloop van het inwonertal (bron: INSEE-tellingen).